# Craterocephalus centralis
Craterocephalus centralis é uma espécie de peixe da família Atherinidae.
É endémica da Austrália.